# Salah Abd as-Sabur
Salah Abd as-Sabur (ur. w 1931, zm. w 1981) – egipski poeta, dramatopisarz i krytyk literacki, zaliczany do najwybitniejszych współczesnych poetów egipskich. 
W 1951 roku ukończył studia na Uniwersytecie Kairskim, gdzie studiował literaturę arabską. Pracował jako wydawca czasopisma "Al- Katib". W latach 1969–1971 był dyrektorem Instytutu Wydawniczego Egipskiego Ministerstwa Kultury. 
Ściśle związany z tradycją kultury i literatury arabskiej. W jego twórczości są widoczne także wpływy kultury europejskiej, szczególnie mitologii greckiej i chrześcijaństwa. 
Zadebiutował w latach pięćdziesiątych. Pisał dramaty, takie jak Masafir lajl (Nocny podróżny, 1969), czy oparty na arabskiej legendzie i popularnym motywie poetyckim Lajla i Madżnun (1970). Jego najbardziej znanym dramatem jest Masa'a Al-Halladż (Tragedia Al-Halladża, 1964-65) oparta na autentycznej historii mistyka sufickiego Al-Halladża, który dał się ukrzyżować, by zjednoczyć ludzkość z Bogiem. 
Abd As-Sabur jest także autorem esejów krytycznoliterackich Maza jabka minhum li-at-tarich (Co zostanie z nich dla historii, 1956), czy Kira'a dżadida li-szirna al-kadim (Nowe odczytanie naszej dawnej poezji). Był autorem tłumaczeń twórczości Henrika Ibsena na język arabski. 
Na język polski przełożone zostały fragmenty poematów: Ludzie w moim kraju (An-Nas fi biladi), Trzy obrazki z Gazy (Salasa suwar min Ghaza) oraz Wspomnienia mistyka Biszra Bosego (Muzak-karat Biszr as-sufi al-Hafi) – wszystkie z tomu Rifat fi'l-lajl, zamieszczone w opracowaniu Nowa i współczesna literatura arabska 19 i 20 w., Warszawa 1978, s. 208-302.

## Twórczość
Zbiory poetyckie: 
- 1957 – An-Nas fi biladi (Ludzie w moim kraju)
- 1961 – Akulu lakum (Powiem wam)
- 1970 – Intizar al-lajl wa’n nahr (Oczekiwanie nocy i dnia)
- 1970 – Rifat fi'l-lajl (Podróż nocą)